# Xenostele takakumensis
Xenostele takakumensis är en svampart som beskrevs av Hirats. f. 1942. Xenostele takakumensis ingår i släktet Xenostele och familjen Pucciniaceae.   Inga underarter finns listade i Catalogue of Life.